# Tony Book
Pour les articles homonymes, voir Book.
Anthony « Tony » Keith Book, né le 4 septembre 1934 à Bath et mort le 13 janvier 2025, est un footballeur et entraîneur britannique.

## Biographie
Tony Book passe une grande partie de sa carrière en Non-League football avec le Bath City, le club de sa ville natale, avant d'entrer dans la ligue de football de Plymouth Argyle.
À l'âge de 31 ans, il rejoint le championnat d'Angleterre de première division avec le club de Manchester City dont il devient le capitaine. Sous le capitanat de Book, Manchester City remporte quatre trophées, faisant de lui le capitaine du club le plus décoré. Book a par la suite divers postes d'entraîneur au club.
Tony Book meurt le 13 janvier 2025, à l'âge de 90 ans,.

## Palmarès

### Palmarès de joueur
Avec Manchester City
- Vainqueur de la Coupe d'Europe des vainqueurs de coupes en 1970
- Champion d'Angleterre en 1968
- Vainqueur de la Coupe d'Angleterre (FA Cup) en 1969
- Vainqueur de la Coupe de la Ligue anglaise en 1970
- Vainqueur du Community Shield en 1972
- Finaliste du Community Shield en 1969 et 1973
- Finaliste de la Coupe de la Ligue anglo-italienne en 1971
- Élu joueur de l'année du championnat d'Angleterre lors de la saison 1968-1969, à égalité avec Dave Mackay

### Palmarès d'entraîneur
Avec Manchester City
- Vice-champion d'Angleterre en 1977
- Vainqueur de la Coupe de la Ligue anglaise en 1976
- Finaliste de la Coupe de la Ligue anglaise en 1974